# Emilio Q. Daddario

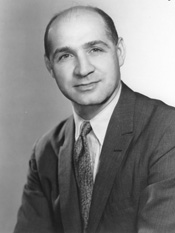
Emilio Q. Daddario

Emilio Quincy Daddario (* 24. September 1918 in Newton Centre, Middlesex County, Massachusetts; † 7. Juli 2010 in Washington, D.C.) war ein US-amerikanischer Politiker der Demokratischen Partei und langjähriger Abgeordneter im Repräsentantenhaus der Vereinigten Staaten für Connecticut.

## Leben
Nach dem Schulbesuch studierte er zunächst an der Wesleyan University in Middletown. Nach einem anschließenden Postgraduiertenstudium der Rechtswissenschaften an der Law School der University of Connecticut war er als Rechtsanwalt tätig. Kurz darauf trat er als Soldat in die US Army und diente während des Zweiten Weltkrieges im Mittelmeerraum. Für seine Verdienste wurde er neben der Legion of Merit auch mit der Italienischen Tapferkeitsmedaille in Silber (Medaglia d’Argento) ausgezeichnet.
Nach seiner Rückkehr in die USA wurde er 1946 im Alter von 28 Jahren zum Bürgermeister von Middletown gewählt und bekleidete dieses Amt bis 1948. Anschließend war er Richter am Stadtgericht (Municipal Court) von Middletown bis 1950, ehe er danach während des Koreakrieges wieder in den Militärdienst trat und als Mitglied der Nationalgarde von Connecticut seinen Dienst in der Verbindungsgruppe im Fernen Osten in Japan und Südkorea versah. Nach seiner Rückkehr war er wiederum als Anwalt tätig.
1958 kandidierte Emilio Daddario als Vertreter der Demokratischen Partei für das Abgeordnetenmandat des ersten Kongresswahlbezirks von Connecticut. Nach seinem Sieg über den republikanischen Abgeordneten Edwin H. May war er von 1959 bis 1971 Mitglied des US-Repräsentantenhauses für Connecticut. Nach seinen Wiederwahlen 1960, 1962, 1964, 1966 und 1968 verzichtete er 1970 auf eine Wiederwahl. Stattdessen bewarb er sich 1970 als Kandidat der Demokraten für das Amt des Gouverneurs von Connecticut, unterlag jedoch dem Republikaner Thomas Joseph Meskill. 1970 wurde Daddario in die American Academy of Arts and Sciences gewählt.
Nach seinem anschließenden Rückzug aus der Politik war Daddario erneut als Rechtsanwalt tätig. Er starb 91-jährig am 7. Juli 2010 in Washington an Herzversagen.
Seine Enkelkinder sind die Schauspieler Alexandra Daddario (* 1986) und Matthew Daddario (* 1987).